# 吉武正成
吉武 正成（よしたけ まさのり、1953年1月2日 - ）は、広島県出身の元プロ野球選手。ポジションは投手。

## 来歴・人物
山口県防府市で生まれ、その後は広島県広島市への転居に伴い広島商へ進む。しかしまたも転居により山口県桜ヶ丘高等学校に移った。エースとして1年下の山形和幸とバッテリーを組む。1970年春季中国大会県予選準決勝に進むが、早鞆高に敗退。同年夏の甲子園県予選でも、準決勝で松崎泰治のいた防府商に敗退した。高校時代には完全試合を達成した事もある。卒業後は専修大学に入学。当時の専大は東都大学野球リーグ二部に低迷していたが、1年下の大屋好正と投の二本柱を組み、1974年春季リーグに二部優勝。入替戦で青学大を降し一部リーグ昇格に貢献する。
1974年のドラフトで日本ハムファイターズから3位で指名され入団。3位指名で目立たなかったが、スリークォーター気味のフォームから繰り出す速球は球質も重く、見た目よりは、はるかに打ちにくい型のタイプだった。一軍公式戦に出場することはなく、選手登録のまま打撃投手を務めたが1978年に引退した。引退後は日本ハムのマネージャーになる。

## 詳細情報

### 年度別投手成績
- 一軍公式戦出場無し

### 背番号
- 13 （1975年）
- 56 （1976年 - 1977年）
- 65 （1978年）